# Pride (periodico)
Pride è stato un mensile gay edito da Frank Semenzi, distribuito gratuitamente in locali, discoteche, librerie e associazioni gay e gay friendly su tutto il territorio italiano e nel Canton Ticino. Dal 2018 viene pubblicato esclusivamente in edizione digitale su Internet.

## Storia
Pride è stato il magazine di cultura gay più diffuso e letto in Italia. La versione stampata parlava di politica, attualità nazionale ed estera, società, cultura, cinema, musica, libri, fumetti, viaggi, vita notturna cercando sempre di dare un taglio analitico alle notizie di cui si occupava. Pride inoltre conteneva una guida degli indirizzi di interesse LGBT italiani, insieme agli appuntamenti ludico-culturali dedicati alle persone omosessuali nelle principali città italiane.
Fondato nel gennaio 1999, Pride è stato diretto fino al giugno 1999 da Roberto Schena, proveniente dalla redazione del quotidiano La Padania. Da luglio 1999 fino al 2008, il direttore è stato Giovanni Dall'Orto, scrittore e giornalista proveniente dalla redazione di Babilonia, che si avvale della collaborazione, oltre che di Gianni Rossi Barilli editorialista de il manifesto, di numerose firme storiche del giornalismo gay italiano tra cui Platinette, Francesco Gnerre, GiovanBattista Brambilla, Vincenzo Patanè e Andrea Pini e molti altri. Dal 2008 a settembre 2013 direttore fu Gianni Rossi Barilli, mentre da ottobre 2013 al luglio 2018 direttore in carica fu Stefano Bolognini. Il mensile, causa crisi economica del settore, ha terminato la sua pubblicazione nella versione stampata col numero doppio estivo luglio/agosto 2018, il n. 221.
Da allora, le attività giornalistiche e della rivista sono proseguite esclusivamente su Internet nella versione on line.